# Fleshgod Apocalypse
Fleshgod Apocalypse ist eine italienische Technical-Death-Metal Band, die im Jahre 2007 gegründet wurde.

## Geschichte
Die Band wurde im April 2007 von Cristiano Trionfera (E-Gitarre), Francesco Struglia (Schlagzeug), Paolo Rossi (E-Bass, Klarer Gesang) und Francesco Paoli (Schlagzeug, Gitarre, Gesang; sonst auch Gitarrist und Sänger bei Hour of Penance) gegründet. Zusammen nahmen sie Promo ‘07 im 16th Cellar Studio auf, unter der Leitung des Produzenten Stefano „Saul“ Morabito. Durch diese Veröffentlichung erreichten sie erstmals größere Aufmerksamkeit in der Death-Metal-Szene, wodurch sie einen Vertrag bei Neurotic Records erreichen konnten.
Promo ’07 enthielt zwei Lieder, diese waren dann auch auf dem 2008 erschienenen Split-Album Da Vinci Death Code enthalten, welches über Spew Rec. vertrieben wurde. Neben Fleshgod Apocalypse waren auf diesem Album die Bands Modus Deliciti, Onirik und Septycal Gorge zu hören.
Zu Beginn des Jahres 2008 spielte die Band einige Konzerte und hatte Auftritte mit Behemoth, Origin, Dying Fetus, Hate Eternal, Suffocation und Napalm Death und anderen.
Ab Mai 2008 wurde erneut im 16th Cellar Studio das Debütalbum Oracles aufgenommen. Zuvor hatte sich Schlagzeuger Francesco Struglia jedoch von der Band getrennt. Für die Aufnahmen wurde Mauro Mercurio (Hour of Penance) als Session-Mitglied engagiert. Im Dezember 2008 trennte sich die Band von Neurotic Records und veröffentlichte das Album schließlich im April 2009 über Willowtip Records, in Europa über Candlelight Records. Nach dieser Veröffentlichung tourte Fleshgod Apocalypse durch ganz Europa und unterstützen unter anderem God Dethroned auf ihrer Tour durch den Balkan. Auch nahm die Band an der Funeral Nation Tour von Vader und Marduk teil. Schließlich folgte eine eigene Tour durch Großbritannien und Irland.
Im Januar 2010 folgte die EP Mafia, die ebenfalls in den 16th Cellar Studio aufgenommen wurde. Sie wurde weltweit über Willowtip Records veröffentlicht. Nach den Aufnahmen ging die Band als Unterstützung von Suffocation erneut auf Europa-Tournee, außerdem fand eine eigene Tour durch Russland statt. Im Oktober/November 2010 ging die Band zusammen mit Bands wie Suffocation, The Faceless, Through the Eyes of the Dead und Decrepit Birth auf eine Tour durch die USA und Kanada, welche den Namen Decibel Defiance Tour 2010 trug.
Am 19. August 2011 wurde das Album Agony über Nuclear Blast veröffentlicht. Musikvideos zu The Violation und The Forsaking wurden jeweils am 18. Juli und am 21. Dezember desselben Jahres auf Nuclear Blast Europe veröffentlicht.
Das dritte Studioalbum, Labyrinth, wurde am 20. Juni 2013 angekündigt. Der Track Elegy wurde am 18. Juli 2013 auf dem YouTube-Kanal von Nuclear Blast hochgeladen. Am 1. August wurde außerdem Minotaur (The Wrath of Poseidon) als Lyrics Video veröffentlicht. Labyrinth erschien am 16. August 2013 in Europa. Labyrinth wurde mit Stefano Morabito im 16th Cellar Studio aufgenommen. Es ist das erste Konzeptalbum der Band und handelt vom Mythos des Labyrinths von Knossos und enthält metaphorische Parallelen zur modernen Zeit.
Im Februar 2016 veröffentlichte die Band ihr viertes Album King.
Ende 2017 verließ Sänger und Rhythmusgitarrist Tommaso Riccardi die Band. Seine Rolle als Frontmann übernahm Schlagzeuger Francesco Paoli. Neuer Schlagzeuger der Band wurde David Folchitto von Stormlord. Weil Trionfera sich dem Management der Band widmete, ersetzte ihn Fabio Bartoletti von Deceptionist als Lead-Gitarristen.
Im Februar 2024 hat die Band verkündet, dass sie und Paolo Rossi (Bassist) getrennte Wege gehen werden.

## Stil
Charakteristisch für die Band ist das Mischen von Death Metal mit melodischen und teils klassischen Elementen. Auch ist der Einsatz von Samples aus dem Bereich der Klassik in den Stücken auffällig. Fleshgod Apocalypse wird mit Bands wie Hate Eternal, Decrepit Birth, Illogicist und Necrophagist verglichen. Stilprägend ist zudem die hohe Spielgeschwindigkeit der Lieder.

## Diskografie

### Alben
- 2009: Oracles (Willowtip Records, in Europa: Candlelight Records)
- 2011: Agony (Nuclear Blast)
- 2013: Labyrinth (Nuclear Blast)
- 2016: King (Nuclear Blast)
- 2019: Veleno (Nuclear Blast)
- 2024: Opera (Nuclear Blast)

### EPs
- 2010: Mafia (Willowtip Records)

### Kollaborationen
- 2022: The Great Tribulation (Epica feat. Fleshgod Apocalypse, Atomic Fire Records)

### Demos
- 2007: Promo ’07

### Splits
- 2008: Da Vinci Death Code (Spew Records)

## Galerie

Fleshgod Apocalypse, aktuelle Besetzung Live auf dem Metal Frenzy, Gardelegen 2017
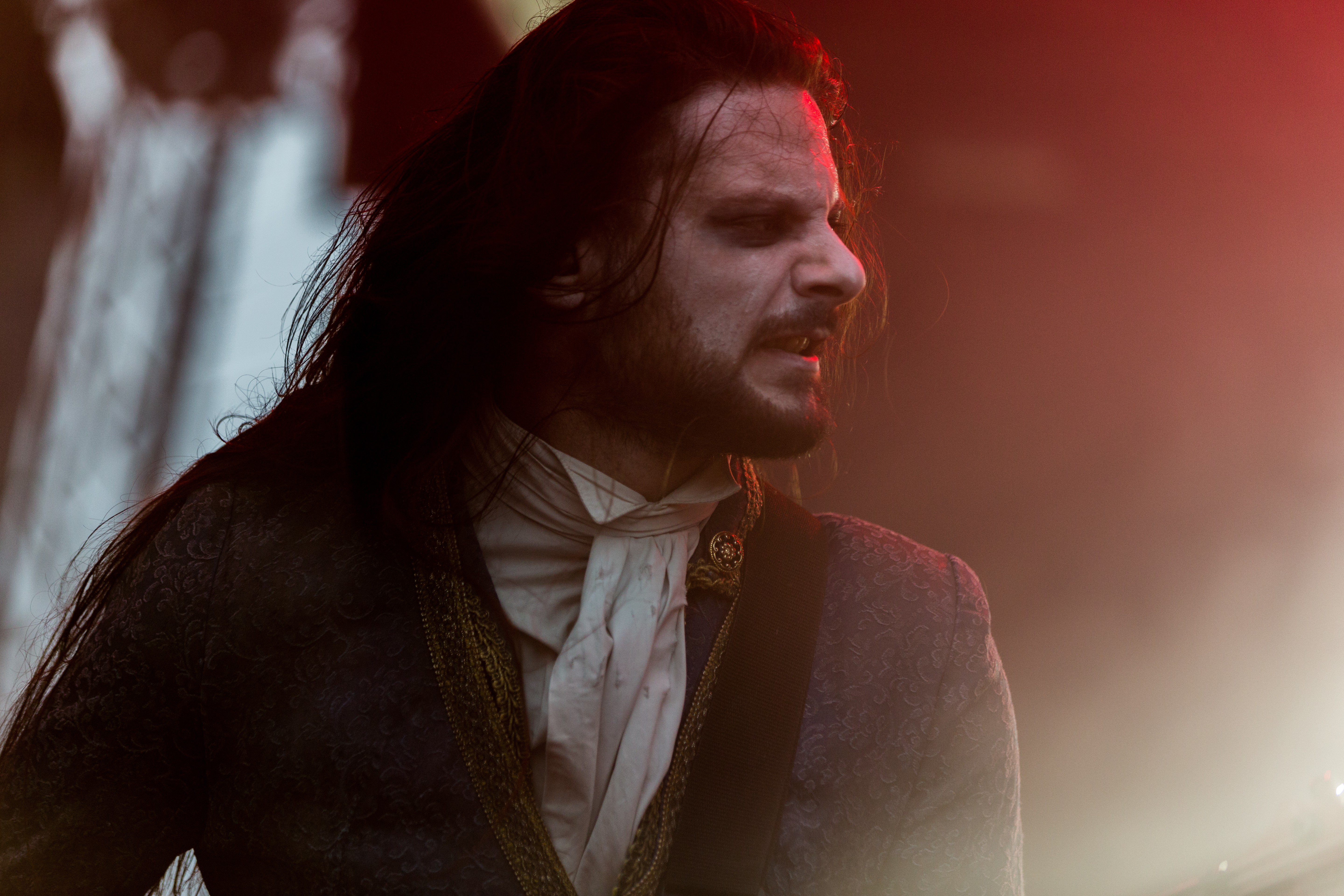
Tommaso Riccardi
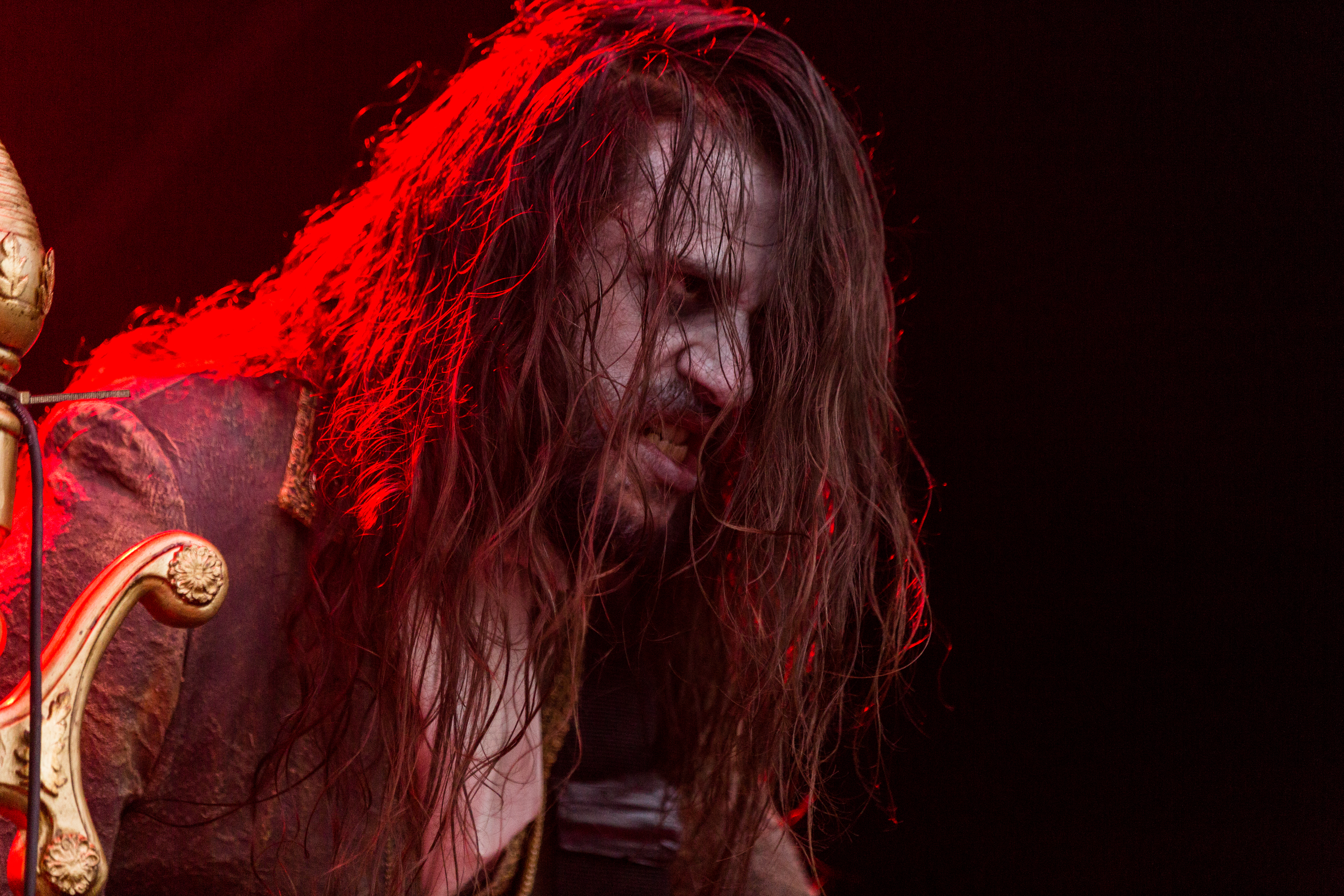
Cristiano Trionfera
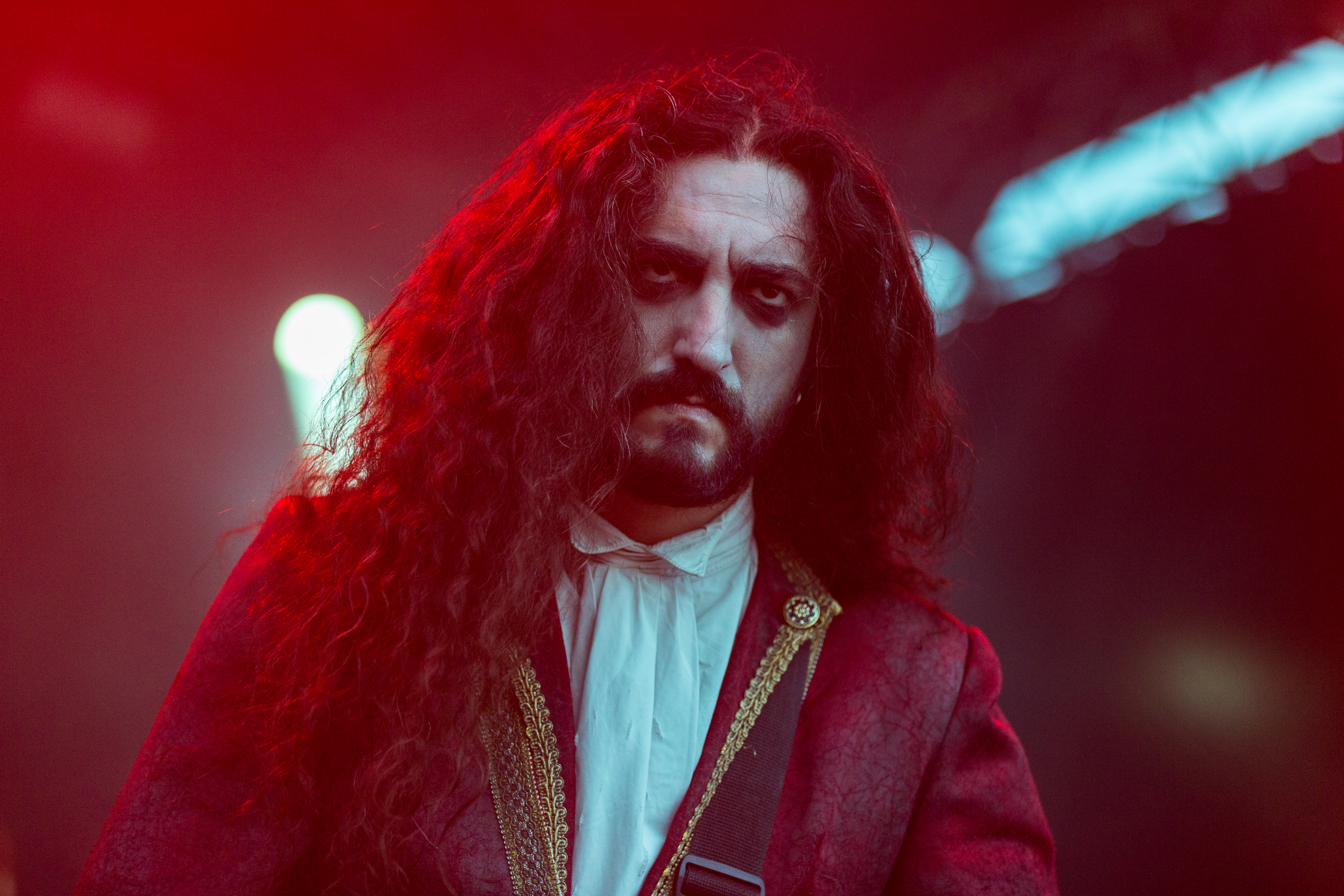
Paolo Rossi
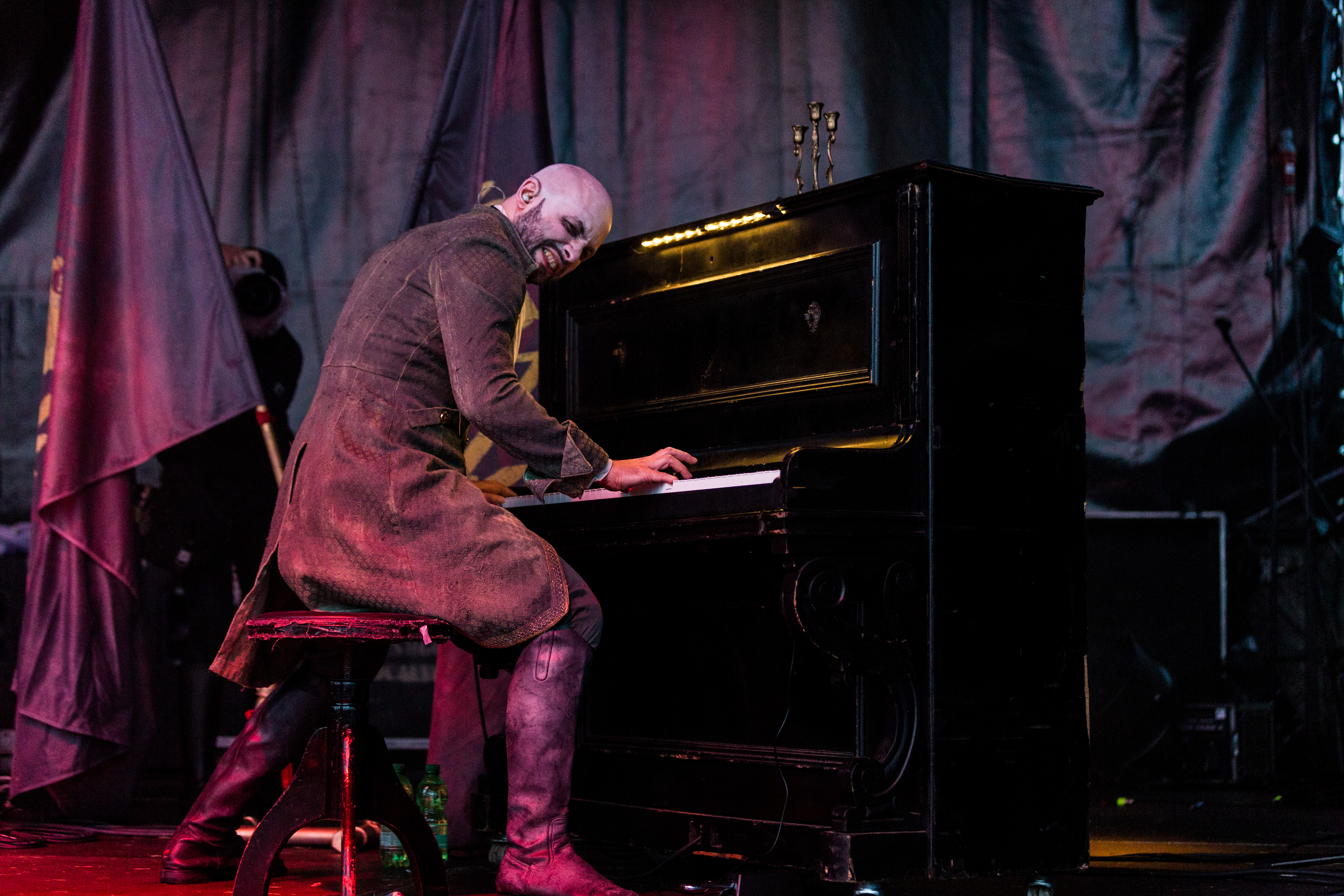
Francesco Ferrini
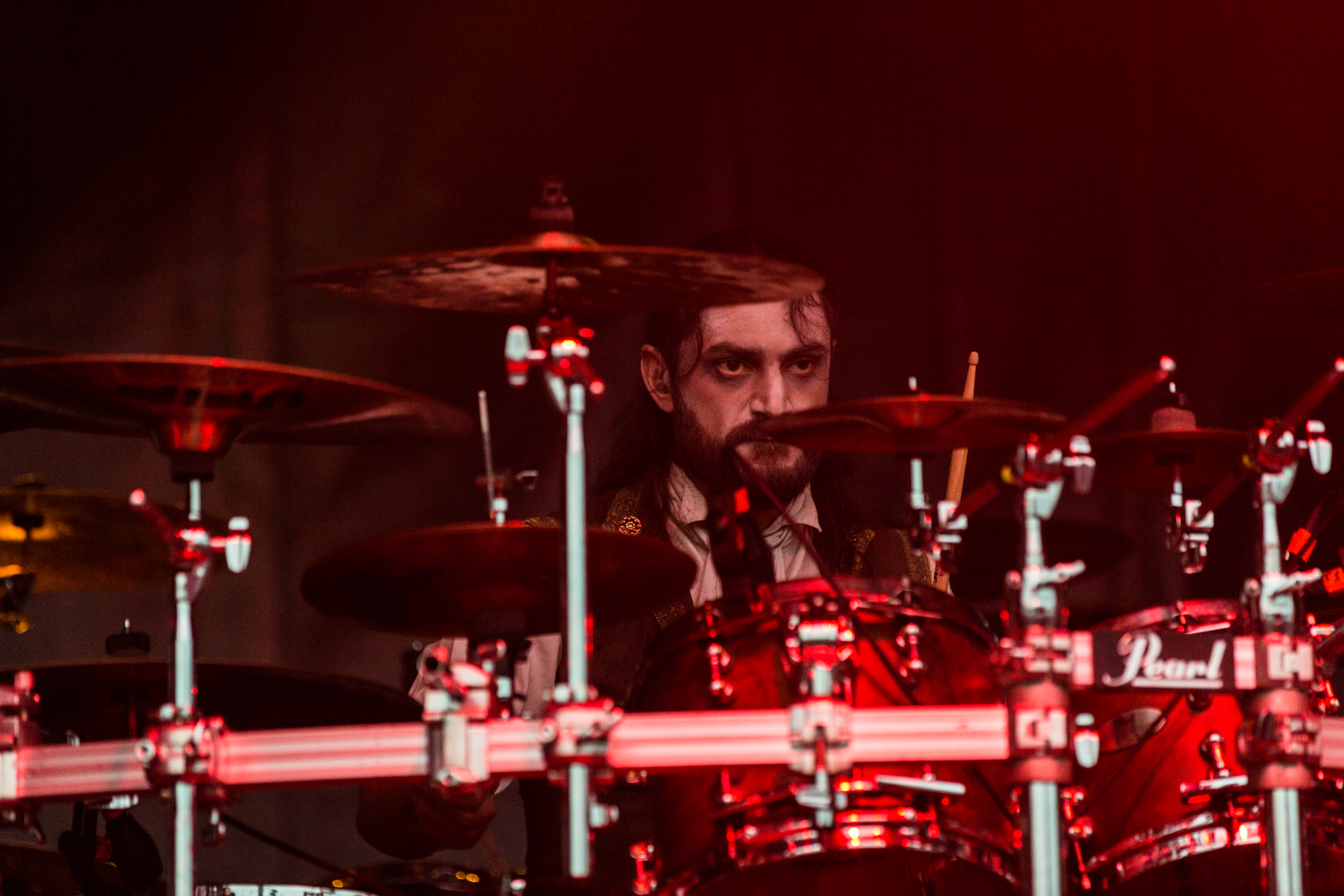
Francesco Paoli